# Le Palme di San Benedetto del Tronto
Le Palme di San Benedetto del Tronto sono filari di palme situate nella cittadina di San Benedetto del Tronto nelle Marche.

## Storia
Sono iscritte nella lista degli alberi monumentali della Marche nel 2017, con delibera della Giunta regionale n. 1543 del 12 dicembre 2016.
Dislocate nel centro cittadino fra piazza Carlo Giorgini, i viali Buozzi, Pasqualetti e in via Gian Maria Paolini. Si tratta di 200 esemplari di palma delle Canarie e da dattero, piantumanti negli anni trenta di dimensioni variabili, presentano un'altezza media di 12 metri e massima di oltre 20 metri, con tronco dal perimetro medio di circa 180 cm e un massimo di 210 cm.  Fanno parte dell'elenco degli alberi monumentali italiani redatto dal Ministero dell'agricoltura, della sovranità alimentare e delle foreste.

## Manutenzione
Dai primi anni duemila, tutto il territorio comunale di San Benedetto del Tronto è infestato dal coleottero Rhynchophorus ferrugineus. Negli anni, sono state colpite decine di palme, sia esemplari di palma delle Canarie che quella da dattero. Indipendentemente dalle amministrazioni che si sono succedute, nel corso degli anni hanno provveduto ad un programma di "lotta al punteruolo rosso", di sottoporre a trattamento preventivo le palme infestate, e di reimpianto di palme in sostituzione di quelle abbattute a causa del punteruolo rosso con nuovi esemplari.

## Galleria d'immagini

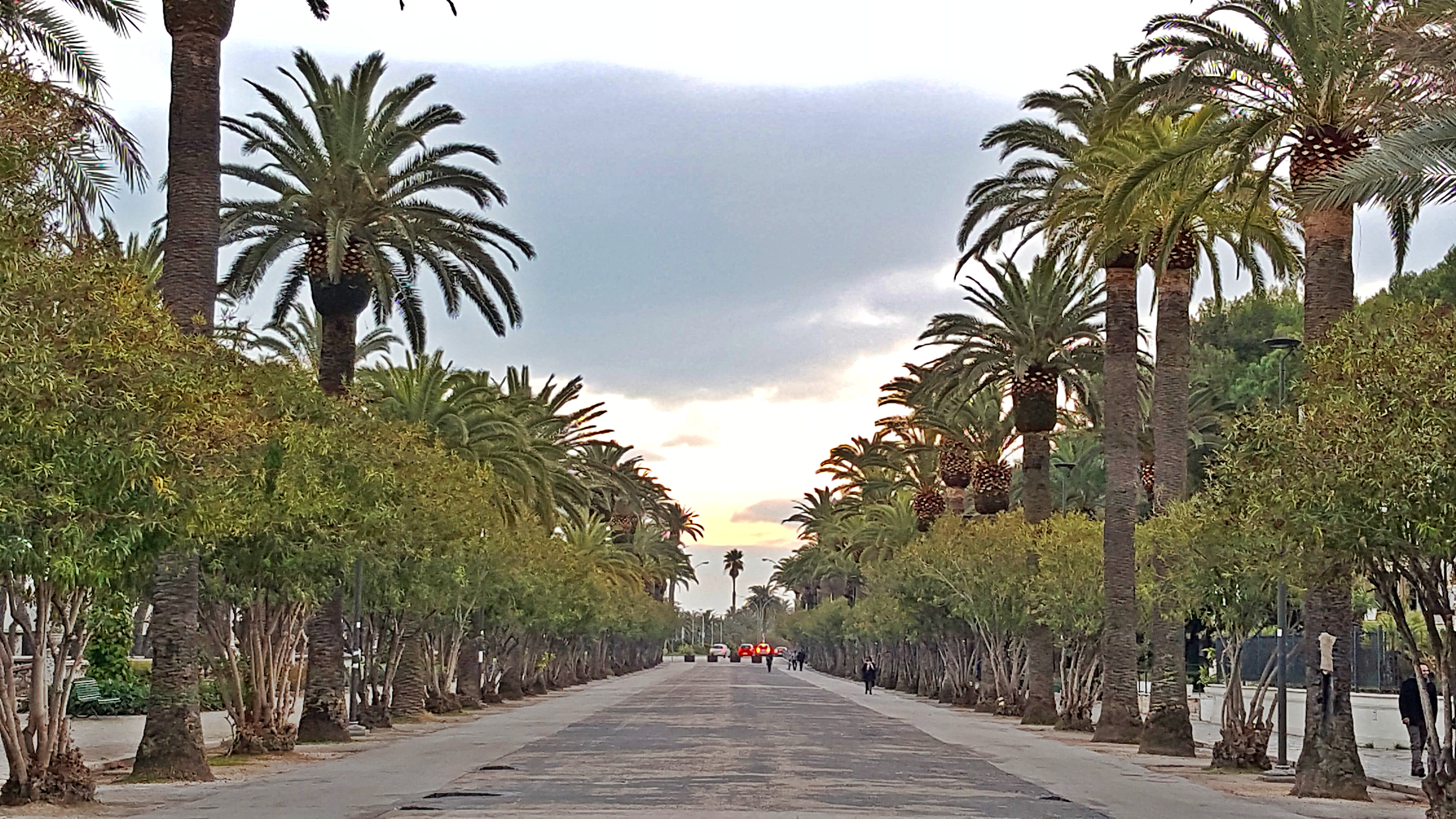
Viale Bruno Buozzi
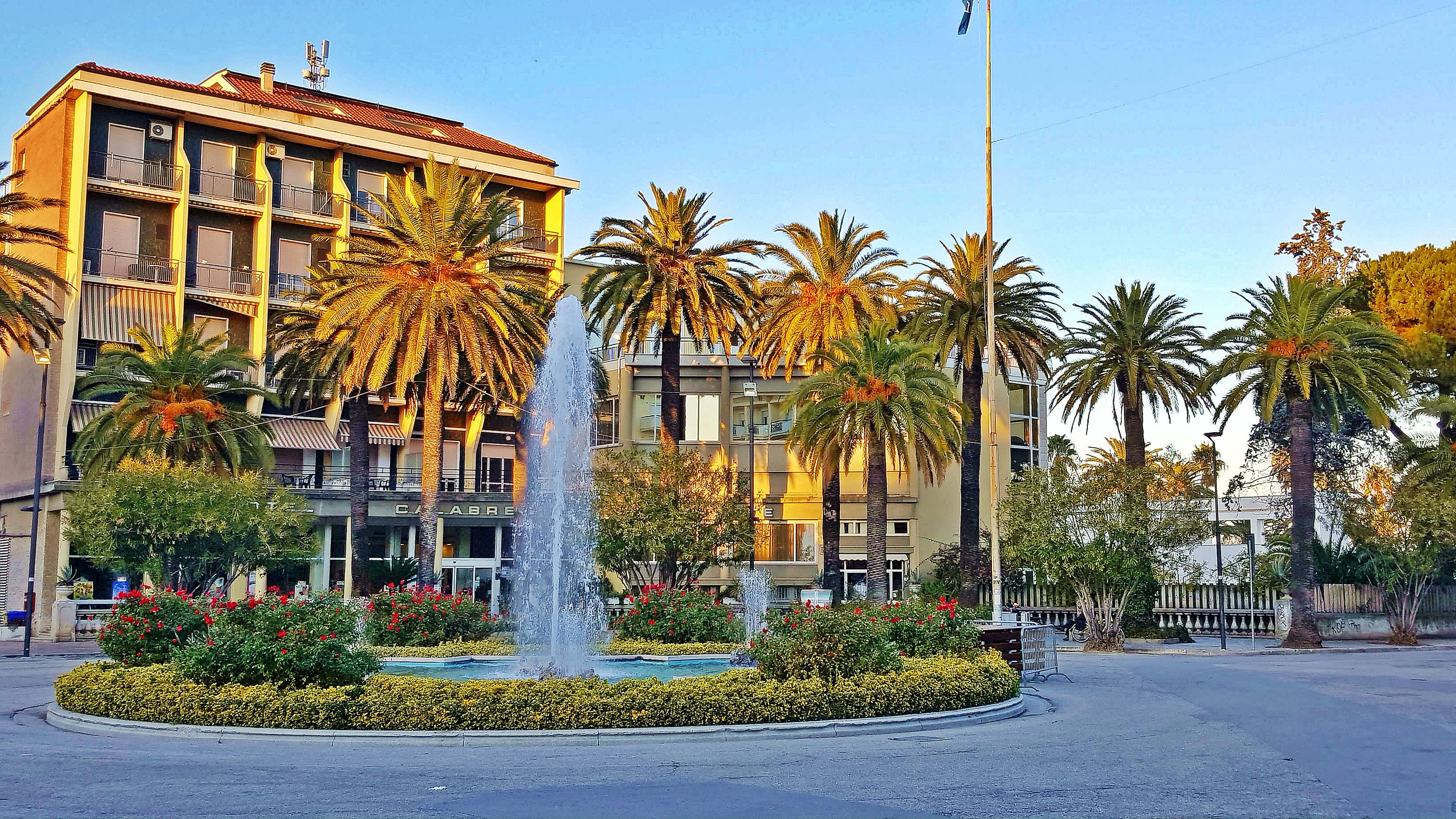
Piazza Carlo Giorgini
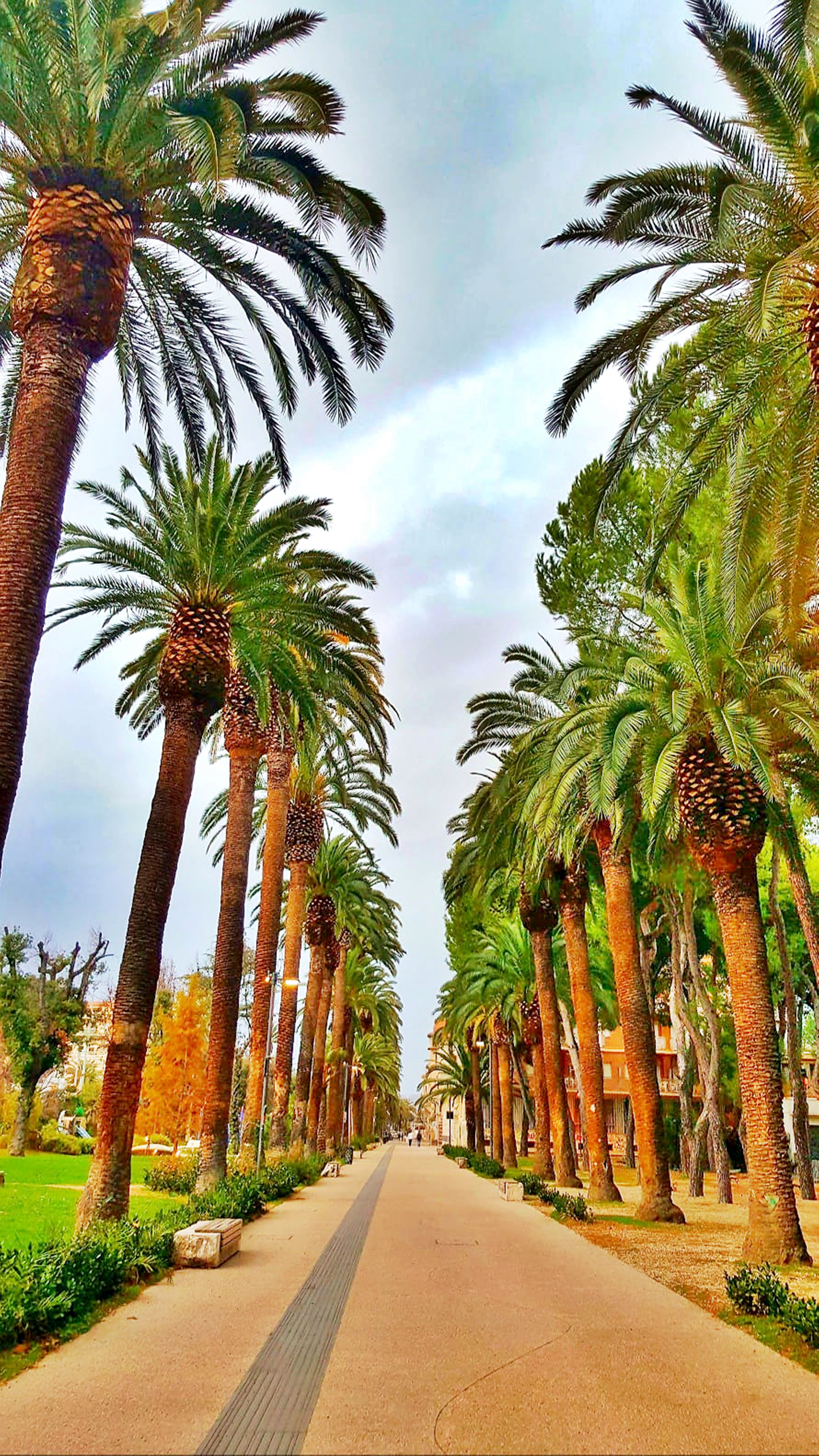
Viale Olindo Pasqualetti